# Serra d'Abellar
La Serra d'Abellar és una serra situada al municipi de Josa i Tuixén a la comarca de l'Alt Urgell, amb una elevació màxima de 1657 metres.